# Kehmen
Kehmen (luxembourgeois: Kiemen) est une section de la commune luxembourgeoise de Bourscheid située dans le canton de Diekirch.